# 12618 Cellarius
A 12618 Cellarius (ideiglenes jelöléssel 6217 P-L) a Naprendszer kisbolygóövében található aszteroida. Cornelis Johannes van Houten,  Ingrid van Houten-Groeneveld és Tom Gehrels fedezte fel 1960. szeptember 24-én.